# Mutawintji-Nationalpark
Der Mutawintji-Nationalpark  ist ein Nationalpark im Nordwesten des australischen Bundesstaates New South Wales, 878 Kilometer westnordwestlich von Sydney und rund 130 Kilometer nordöstlich von Broken Hill.
Die wilde, buschbewachsene Byngnano Range wird von farbigen Canyons, Wasserlöchern und Bachbetten, die von Eukalyptus (Red Gum) gesäumt sind. Zwischen den Höhlen und Überhängen findet man vereinzelt Felszeichnungen und Felsritzungen der Aborigines.
1979 kaufte die Foundation for National Parks & Wildlife 100 km² in den Cotarundee Ranges und zäunte sie ein. Heute ist dies der Mutawindji-Nationalpark, in dem u. a. das Gelbfuß-Felskänguru geschützt wird.
Weitere Spenden und die Ausrottung des (aus Europa eingeschleppten) Fuchses im Schutzgebiet sicherte das Überleben der letzten Population des Gelbfuß-Felskängurus in New South Wales. Seit dem tiefsten Stand im Jahr 1995 hat sich die Population der auffällig gezeichneten Känguruart mittlerweile auf 300 bis 400 Tiere vermehrt.
Teil des Nationalparks ist auch die Mutawintji Historical Site, eine der wichtigsten Sammlungen von Felszeichnungen der australischen Ureinwohner.

## Bilder

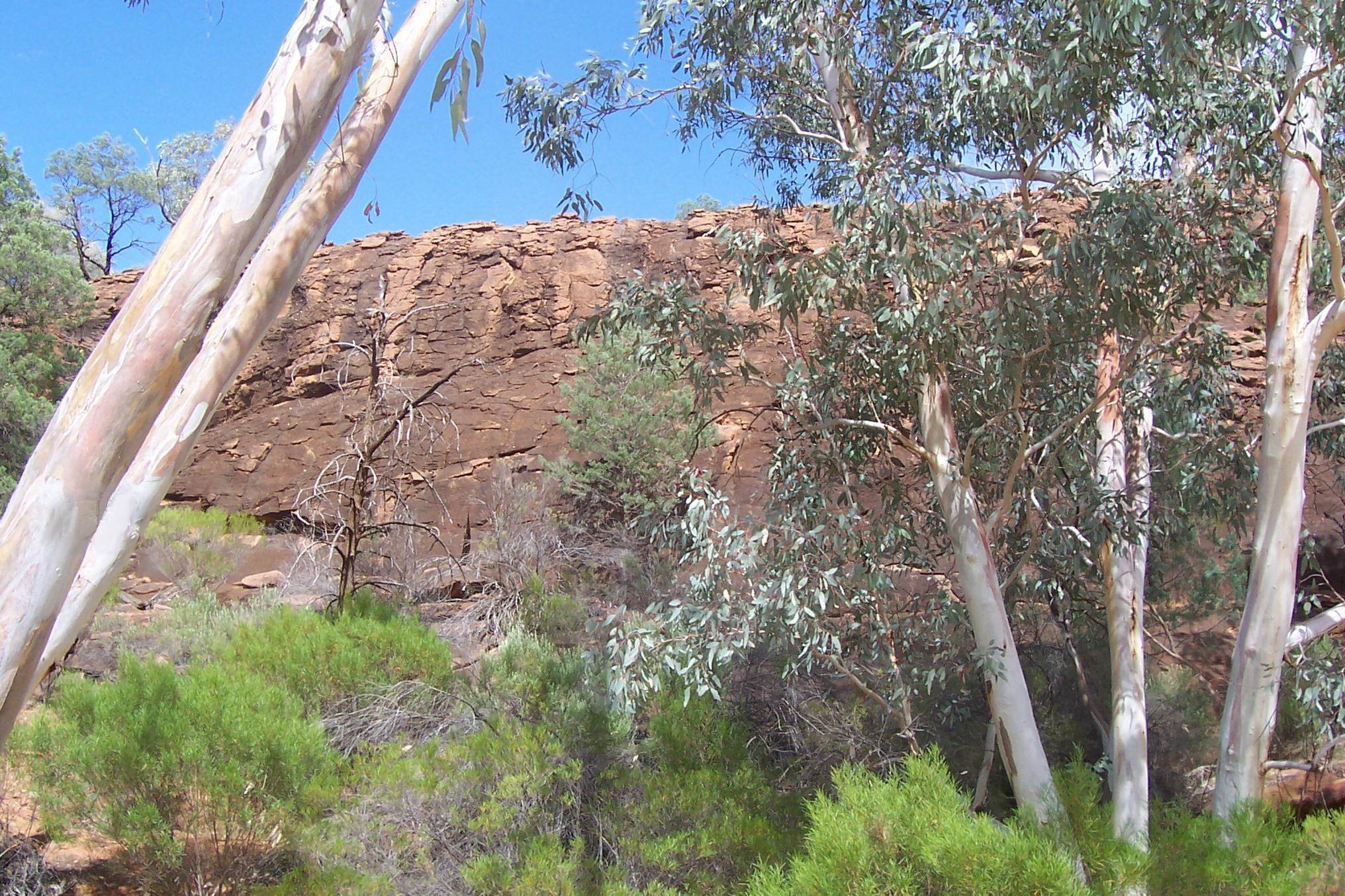
River Red Gums
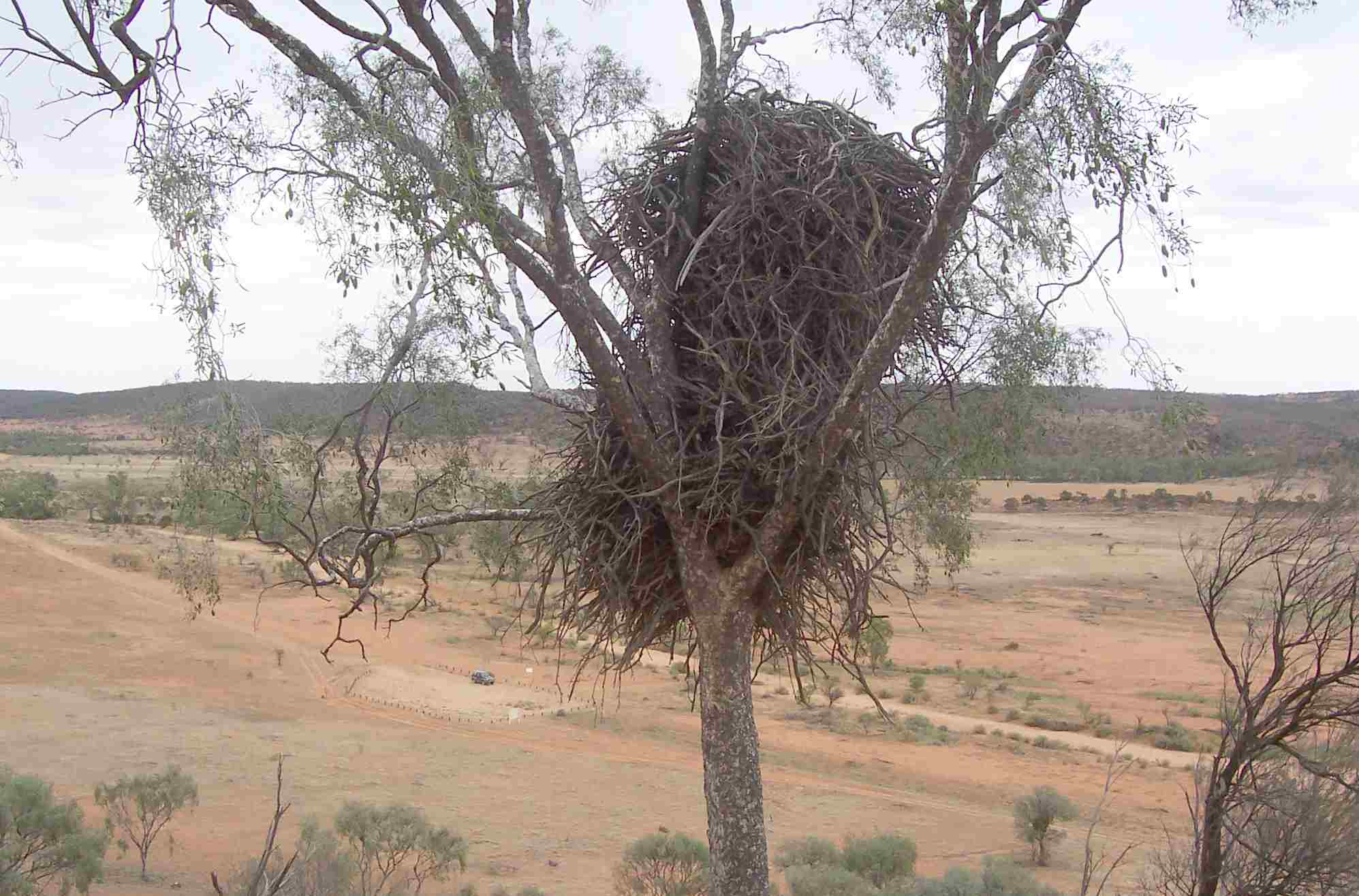
Adlernest in einem Flindersia-Baum
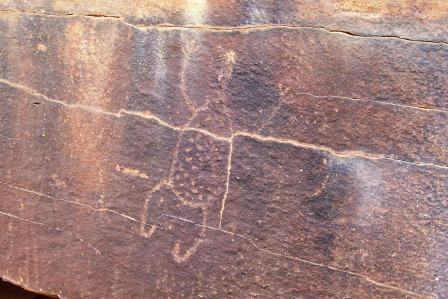
Petroglyphen
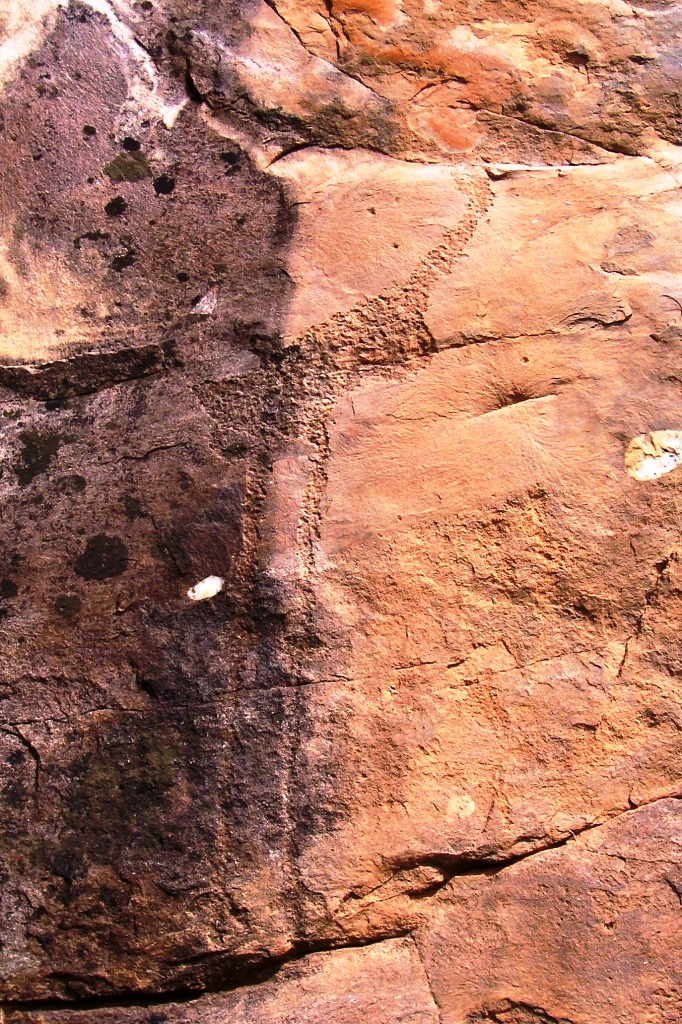
Petroglyphe eines Brolgakranichs